# Federico Valverde
Federico Santiago Valverde Dipetta (Montevidéu, 22 de julho de 1998) é um futebolista uruguaio que atua como meio-campista. Atualmente joga no Real Madrid.

## Carreira

### Peñarol
Valverde passou a maior parte de sua carreira juvenil no Peñarol, onde rapidamente causou impressão. O jovem realizou sua estreia pelo clube no dia 23 de julho de 2015, um dia depois de completar 17 anos, em um amistoso internacional contra o Cruzeiro, onde venceram por 3 a 1. Ele então fez sua estreia como titular pelo clube no dia 16 de agosto, na primeira partida da temporada 2015–16 contra o Cerro, durante a qual foi orientado e orientado por seu ídolo de infância e então companheiro de equipe, Diego Forlán.
O meio-campista fez parte das seleções juvenis nacionais do Uruguai e atraiu o interesse de clubes europeus, incluindo Arsenal, Barcelona, Chelsea e Real Madrid.

### Real Madrid
Em julho de 2016, Valverde foi transferido do Peñarol para o Real Madrid, sendo inicialmente designado para a equipe reserva, o Castilla. Dois meses depois, estreou pelo Castilla contra o Real Unión, em um jogo que sua equipe acabou perdendo. Ele tornou-se um membro regular da equipe do Castilla em sua temporada de estreia e marcou seu primeiro gol contra o Albacete em dezembro de 2016.
Quanto à sua crescente importância para a equipe, Santiago Solari, seu treinador no Castilla, disse em 29 de janeiro de 2017: "Estou muito feliz com ele. Ele se adaptou muito bem ao clube e ao país. Valverde sempre gera muito futebol no meio-campo."

#### Empréstimo ao La Coruña
Em 22 de junho de 2017, Valverde foi emprestado para o Deportivo La Coruña por um ano. Ele estreou na La Liga no dia 10 de setembro, substituindo Fede Cartabia em uma derrota em casa por 4 a 2 para a Real Sociedad. Valverde contribuiu com 24 aparições na competição durante a campanha, mas não conseguiu evitar o rebaixamento dos Branquiazuis.

#### Retorno
Ao retornar do empréstimo, Valverde impressionou o novo treinador Julen Lopetegui durante a pré-temporada de 2018–19 e foi definitivamente integrado ao time principal. Em 23 de outubro de 2018, Valverde fez sua estreia oficial pelo Real Madrid na fase de grupos da UEFA Champions League contra o Viktoria Plzeň no Santiago Bernabéu, com apenas 20 anos. Ele fez 25 aparições e conquistou o Mundial de Clubes da FIFA em sua primeira temporada com o time principal.

#### 2019–presente
Com o retorno de Zinédine Zidane ao comando técnico e a saída de Marcos Llorente, Valverde teve sua grande oportunidade e se tornou um jogador-chave do elenco durante a temporada 2019–20. Em 9 de novembro de 2019, ele marcou seu primeiro gol pelo Real Madrid, em uma vitória por 4 a 0 fora de casa sobre o Eibar na La Liga.
Em 12 de janeiro de 2020, Valverde cometeu uma falta profissional ao parar Álvaro Morata durante a final da Supercopa de Espanha contra o Atlético de Madrid, interrompendo uma jogada em que Morata estava livre em direção ao gol. Valverde foi expulso, mas suas ações impediram o que seria um gol certo, forçaram uma disputa de pênaltis que o Real Madrid venceu e lhe renderam o prêmio de Homem do Jogo, além de elogios generalizados. O treinador do Atlético de Madrid, Diego Simeone, mais tarde chamou a falta de "a jogada mais importante do jogo". Ele fez 33 aparições durante a temporada da liga, enquanto o Real Madrid conquistou a 2019–20 La Liga.
Em 27 de setembro, Valverde marcou o primeiro gol do Real Madrid na temporada 2020–21, fora de casa contra o Betis, na La Liga, em uma vitória por 3 a 2, sendo escolhido como 'Rei da Partida'. Este também foi seu 50º jogo na La Liga pelo Los Blancos. Um mês depois, em 24 de outubro, Valverde marcou contra o Barcelona no Camp Nou em apenas cinco minutos, em uma vitória por 3 a 1 na liga. Ele tornou-se apenas o segundo uruguaio a marcar em um El Clásico (após Luis Suárez) e o primeiro pelo Real Madrid. Uma semana depois, Valverde marcou novamente, contra o Huesca, em uma vitória por 4 a 1 no Estádio Al redo Di Stéfano. Este foi seu terceiro gol da temporada, significando que ele já havia marcado mais do que em toda a temporada anterior.

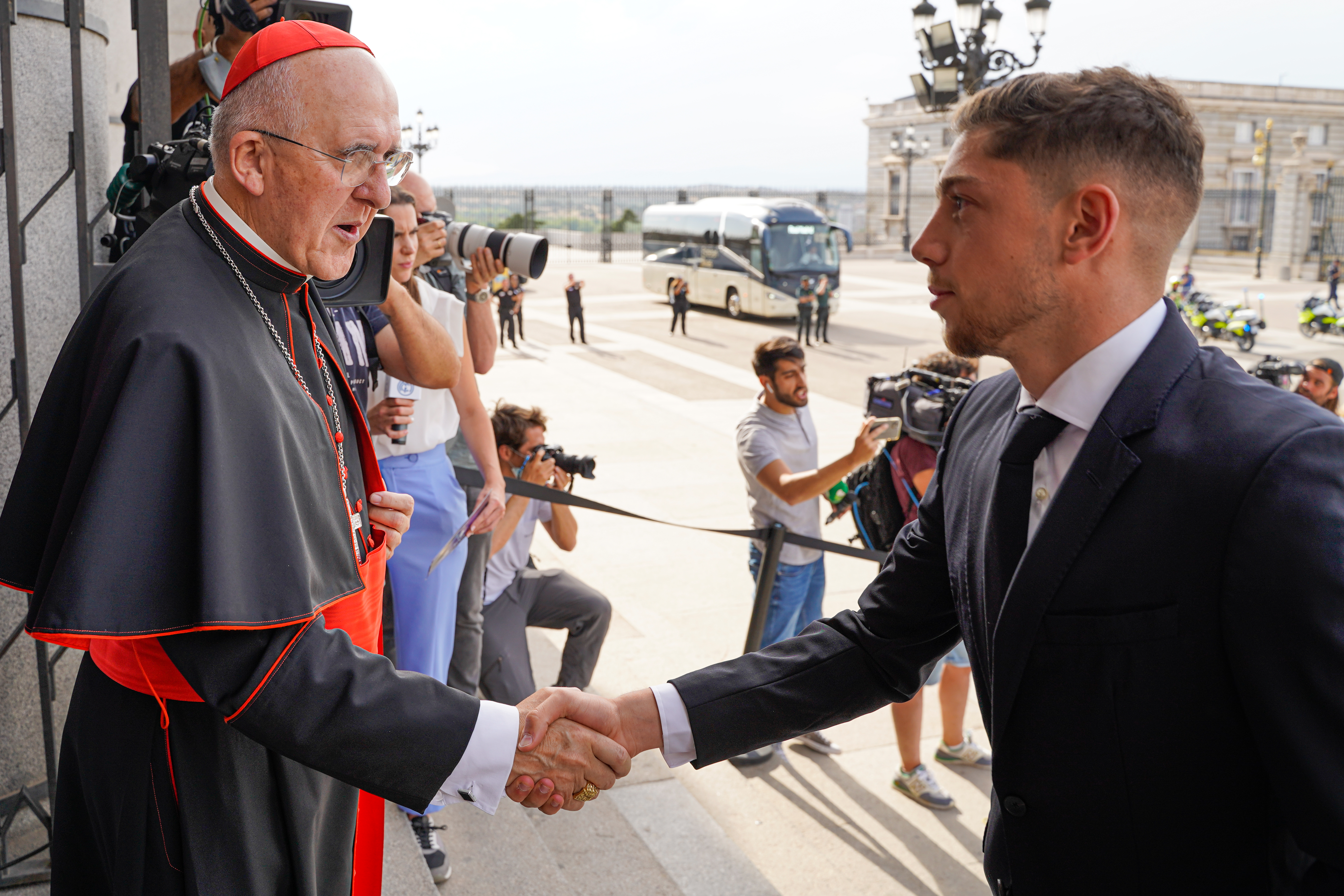
Valverde durante uma cerimônia de entrega de troféus na Nossa Senhora de Almudena, em 2022

No dia 24 de agosto de 2021, Valverde estendeu seu contrato até 2027. Em 12 de janeiro de 2022, ele marcou o terceiro gol do Real Madrid em uma vitória por 3 a 2 sobre o Barcelona na prorrogação da Semifinal da Supercopa de Espanha, um torneio que o Madrid acabou vencendo. Em 28 de maio, ele assistiu Vinícius Júnior para marcar o gol da vitória em uma vitória por 1 a 0 sobre o Liverpool na Final da Liga dos Campeões da UEFA de 2022, conquistando o 14º título da Liga dos Campeões da UEFA para o Real Madrid.
Em 14 de setembro de 2022, marcou seu primeiro gol na Liga dos Campeões em uma vitória por 2 a 0 sobre o RB Leipzig.
Em 8 de abril de 2023, Valverde supostamente agrediu Álex Baena, jogador do Villarreal, no estacionamento do Estádio Santiago Bernabéu após uma derrota por 3 a 2 na La Liga. A agressão foi presumivelmente causada por um comentário de Baena a Valverde sobre um bebê não nascido que sua esposa, Mina Bonino, estava esperando; algumas semanas antes, o casal passou por um susto de aborto espontâneo após rumores de sérios problemas na gravidez de Bonino. Mais tarde, naquele ano, em 3 de julho, o caso contra Valverde foi arquivado, pois um tribunal de magistrados não encontrou evidências de criminalidade.
No dia 9 de novembro de 2023, Valverde estendeu seu contrato com o Real Madrid até 30 de junho de 2029.

## Estatísticas
Atualizadas até 18 de setembro de 2022

### Clubes
| Equipe               | Temporada         | Campeonato nacional | Campeonato nacional | Copas nacionais | Copas nacionais | Competições continentais | Competições continentais | Total | Total |
| Equipe               | Temporada         | Jogos               | Gols                | Jogos           | Gols            | Jogos                    | Gols                     | Jogos | Gols  |
| -------------------- | ----------------- | ------------------- | ------------------- | --------------- | --------------- | ------------------------ | ------------------------ | ----- | ----- |
| Peñarol              | 2015–16           | 12                  | 0                   | –               | –               | 1                        | 0                        | 13    | 0     |
| Peñarol              | Total             | 12                  | 0                   | –               | –               | 1                        | 0                        | 13    | 0     |
| Real Madrid Castilla | 2016–17           | 30                  | 3                   | –               | –               | –                        | –                        | 30    | 3     |
| Real Madrid Castilla | Total             | 30                  | 3                   | –               | –               | –                        | –                        | 30    | 3     |
| Real Madrid          | 2017–18           | 0                   | 0                   | 0               | 0               | –                        | –                        | 0     | 0     |
| Real Madrid          | 2018–19           | 16                  | 0                   | 5               | 0               | 4                        | 0                        | 25    | 0     |
| Real Madrid          | 2019–20           | 33                  | 2                   | 5               | 0               | 6                        | 0                        | 44    | 2     |
| Real Madrid          | 2020–21           | 24                  | 3                   | 2               | 0               | 7                        | 0                        | 33    | 3     |
| Real Madrid          | 2021–22           | 31                  | 0                   | 4               | 1               | 11                       | 0                        | 46    | 1     |
| Real Madrid          | 2022–23           | 6                   | 3                   | 0               | 0               | 0                        | 0                        | 9     | 4     |
| Real Madrid          | Total             | 110                 | 8                   | 16              | 1               | 28                       | 0                        | 157   | 10    |
| Deportivo La Coruña  | 2017–18           | 24                  | 0                   | 1               | 0               | –                        | –                        | 25    | 0     |
| Deportivo La Coruña  | Total             | 24                  | 0                   | 1               | 0               | –                        | –                        | 25    | 0     |
| Total na carreira    | Total na carreira | 176                 | 11                  | 17              | 1               | 29                       | 0                        | 225   | 13    |

### Seleção Uruguaia
Atualizadas até 18 de novembro de 2019
| Principal \| Ano \| \| \| \| Ano \| Jogos \| Gols \| \| ----- \| ----- \| ---- \| \| 2017 \| 4 \| 1 \| \| 2018 \| 4 \| 0 \| \| 2019 \| 12 \| 1 \| \| Total \| 20 \| 2 \| |      |   |
| Ano |      |   |
| Jogos | Gols |   |
| 2017 | 4    | 1 |
| 2018 | 4    | 0 |
| 2019 | 12   | 1 |
| Total | 20   | 2 |

Lista de partidas pela Seleção
|     | Data                   | Local                                                | Resultado   | Adversário     | Gol(s) | Competição                  |
| --- | ---------------------- | ---------------------------------------------------- | ----------- | -------------- | ------ | --------------------------- |
| 1.  | 5 de setembro de 2017  | Estádio Defensores del Chaco, Assunção               | 2–1         | Paraguai       | 1      | Elim. Copa do Mundo de 2018 |
| 2.  | 5 de outubro de 2017   | Estádio Polideportivo de Pueblo Nuevo, San Cristóbal | 0–0         | Venezuela      | 0      | Elim. Copa do Mundo de 2018 |
| 3.  | 10 de outubro de 2017  | Estádio Centenario, Montevidéu                       | 4–2         | Bolívia        | 0      | Elim. Copa do Mundo de 2018 |
| 4.  | 14 de novembro de 2017 | Ernst-Happel-Stadion, Viena                          | 1–2         | Áustria        | 0      | Amistoso                    |
| 5.  | 7 de setembro de 2018  | NRG Stadium, Houston                                 | 4–1         | México         | 0      | Amistoso                    |
| 6.  | 16 de outubro de 2018  | Estádio Saitama 2002, Saitama                        | 3–4         | Japão          | 0      | Amistoso                    |
| 7.  | 16 de novembro de 2018 | Emirates Stadium, Londres                            | 0–1         | Brasil         | 0      | Amistoso                    |
| 8.  | 20 de novembro de 2018 | Stade de France, Saint-Denis                         | 0–1         | França         | 0      | Amistoso                    |
| 9.  | 25 de março de 2019    | Guangxi Sports Center, Nanning                       | 4–0         | Tailândia      | 0      | Copa da China               |
| 10. | 7 de junho de 2019     | Estádio Centenario, Montevidéu                       | 3–0         | Panamá         | 1      | Amistoso                    |
| 11. | 16 de junho de 2019    | Mineirão, Belo Horizonte                             | 4–0         | Equador        | 0      | Copa América de 2019        |
| 12. | 20 de junho de 2019    | Arena do Grêmio, Porto Alegre                        | 2–2         | Japão          | 0      | Copa América de 2019        |
| 13. | 24 de junho de 2019    | Maracanã, Rio de Janeiro                             | 1–0         | Chile          | 0      | Copa América de 2019        |
| 14. | 29 de junho de 2019    | Arena Fonte Nova, Salvador                           | (4) 0–0 (5) | Peru           | 0      | Copa América de 2019        |
| 15. | 6 de setembro de 2019  | Estádio Nacional da Costa Rica, San José             | 2–1         | Costa Rica     | 0      | Amistoso                    |
| 16. | 10 de setembro de 2019 | Busch Stadium, St. Louis                             | 0–0         | Estados Unidos | 0      | Amistoso                    |
| 17. | 11 de outubro de 2019  | Estádio Centenario, Montevidéu                       | 1–0         | Peru           | 0      | Amistoso                    |
| 18. | 15 de outubro de 2019  | Estádio Nacional do Peru, Lima                       | 1–1         | Peru           | 0      | Amistoso                    |
| 19. | 15 de novembro de 2019 | Puskás Aréna, Budapeste                              | 2–1         | Hungria        | 0      | Amistoso                    |
| 20. | 18 de novembro de 2019 | Estádio Bloomfield, Tel Aviv                         | 2–2         | Argentina      | 0      | Amistoso                    |

## Títulos

### Categorias de base
Peñarol
- Torneio Apertura Sub-15: 2013
- Campeonato Uruguaio Sub-15: 2013
- Torneio Clausura Sub-16: 2014
- Campeonato Uruguaio Sub-16: 2014
- Torneio Apertura Sub-17: 2015
- Campeonato Uruguaio Sub-17: 2015

### Profissional
Peñarol
- Torneio Apertura: 2015
- Copa Bandes 2016
- Campeonato Uruguaio: 2015–16

Real Madrid
- Copa do Mundo de Clubes da FIFA: 2018, 2022
- Supercopa da Espanha: 2019–20, 2021–22 e 2023–24
- La Liga: 2019–20, 2021–22 e 2023–24
- Liga dos Campeões da UEFA: 2021–22 e 2023–24
- Supercopa da UEFA: 2022 e 2024
- Copa do Rei: 2022–23
- Copa Intercontinental da FIFA: 2024

Seleção Uruguaia
- Torneio Limoges Sub-18: 2014

### Prêmios individuais
- Bola de Prata da Copa do Mundo FIFA Sub-20: 2017
- 50 jovens promessas do futebol mundial de 2015 (The Guardian)[34]
- 52º melhor jovem do ano de 2017 (FourFourTwo)[35]
- Jogador do Mês da La Liga: setembro de 2022
- Bola de Prata da Copa do Mundo de Clubes da FIFA: 2022
- Bola de Prata da Copa Intercontinental da FIFA: 2024
- Equipe da Temporada de La Liga: 2024–25[36]